# ژرمی آزو
ژرمی آزو (فرانسوی: Jérémie Azou‎؛ زادهٔ ۲ آوریل ۱۹۸۹) قایقران روئینگ اهل فرانسه است.
وی همچنین برندهٔ جوایزی همچون لژیون دونور (شوالیه) شده‌است.
وی در مسابقات کشوری و بین‌المللی در مجموع برندهٔ ۷ مدال طلا، ۴ مدال نقره، ۱ مدال برنز شده‌است.